# Nils Ušakovs
Nils Ušakovs (en russe : Нил Ушаков, Nil Ouchakov), né le 8 juin 1976 à Riga, est un homme politique letton, d'origine russe, dirigeant du Centre de l'harmonie de 2005 à 2014 puis du Parti social-démocrate « Harmonie » de 2014 à 2019. 
Il est élu député européen en 2019 après avoir été maire de Riga de 2009 à 2019.
Il est connu pour être pro-russe, et vouloir éloigner la Lettonie de l'Occident,.